# Hernádi Gyula

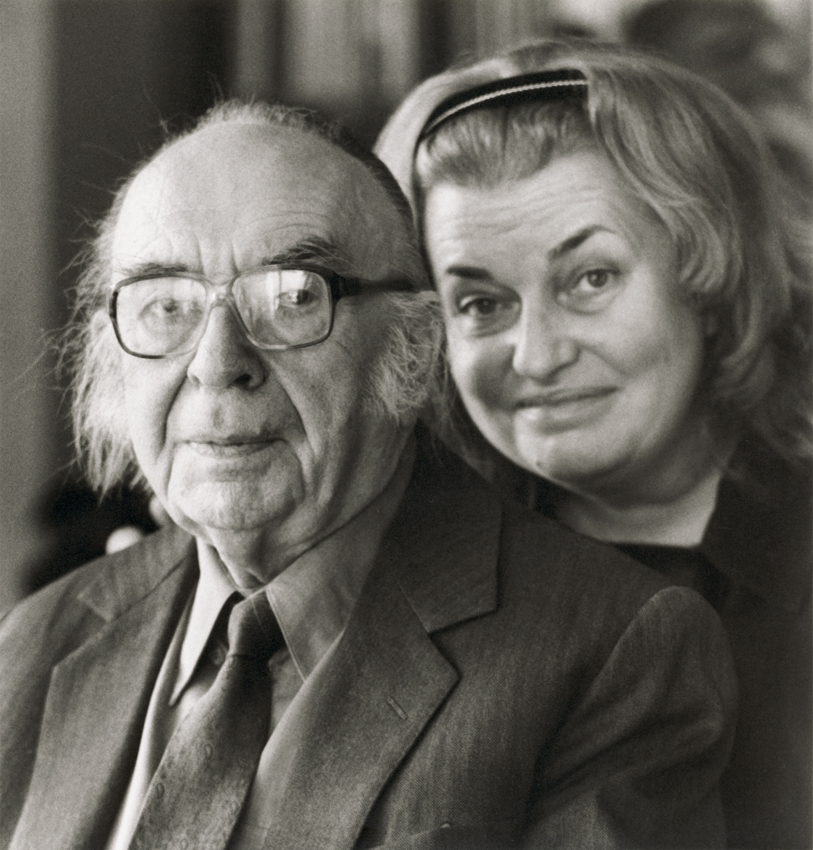
Hernádi Gyula és lánya, Krisztina 2003-ban

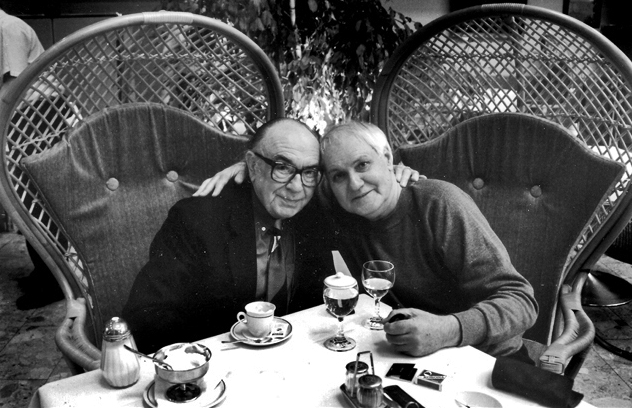
Hernádi Gyula és Jancsó Miklós

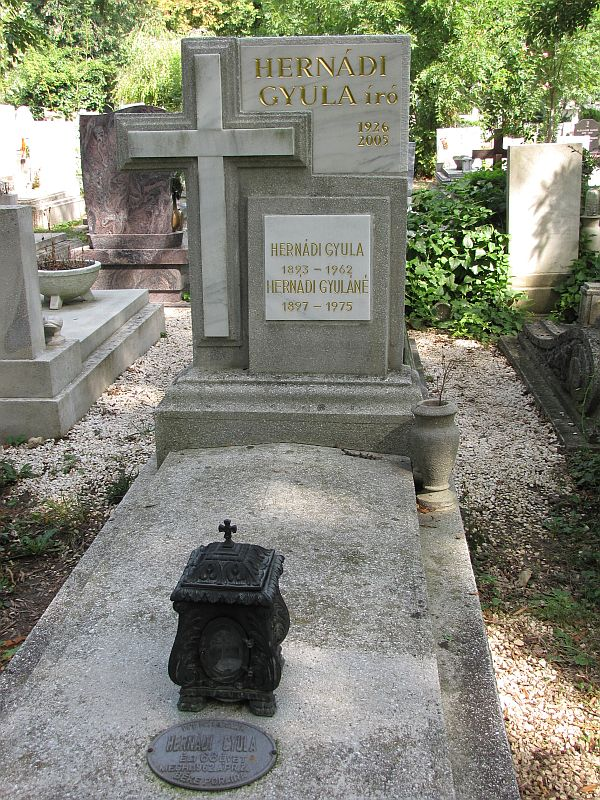
Hernádi Gyula sírja Budapesten. Farkasréti temető: 31a-3-9.

Hernádi Gyula (Oroszvár, 1926. augusztus 23. – Budapest, 2005. július 21.) József Attila-díjas (1976) és Kossuth-díjas (1999) magyar író, forgatókönyvíró.

## Élete
1926. augusztus 23-án született Magyarországon, Oroszváron. A párizsi békeszerződések értelmében a falut két másik faluval együtt 1947-ben Csehszlovákiához csatolták, ma Pozsony egyik kerülete.
Kétéves korától 18 éves koráig Pannonhalmán élt, ahol édesapja főjegyzőként dolgozott, nagyapja híres orvos volt. Ahogy ő mondta: "A kolostor (a pannonhalmi – szerk.) fantasztikusan leárnyékolta, illetve leragyogta az egész falut és a környéket." Tanulmányait a Győri bencés gimnáziumban végezte, mint bejáró diák. Bátyja, Hernádi György, ekkor már a Ludovika Akadémián tanult.
Érettségi után, 1944-ben a budapesti egyetem orvoskarának hallgatója lett, azonban a háború megszakította tanulmányait. Leventeként került orosz hadifogságba, a Krím-félszigetre, ahonnan csak 1947-ben térhetett haza. Ezután többféle tanulmányba is belefogott, népi kollégista is volt. 1950-től vállalati közgazdászként dolgozott a Városépítési Tudományos és Tervező Intézetben. 1970-től a 25. Színháznál, majd a Népszínháznál, később a kecskeméti Katona József Színháznál volt dramaturg, illetve művészeti vezető. 1991-től a Független Magyar Írók Szövetségének elnöke volt.
Irodalmi művel először 1955-ben jelentkezett: költeményei, novellái, kisebb regényei jelentek meg. Ismertté elsősorban Jancsó Miklós filmjeihez készült forgatókönyveivel vált. Első közös filmjük az 1964-ben bemutatott Oldás és kötés volt, és ezt egy sor másik film követte. Műveiben gyakran jelentek meg egyedi, meghökkentő ötletek, horrorisztikus képek.
Hernádi Gyula 77 arca címmel portréfilmet készített róla 2004-ben a Duna Televízió. A film az író és társasági ember hetvenhetedik születésnapjára készült. Mosolygós és nosztalgikus emlékek. Barátok és mozaikok. Életének helyszínei. Fontos és mellékes történetek. Közreműködött: Angyal Mária, Galkó Balázs, Gyurkovics Tibor, Jancsó Miklós, Lux Elvira, Szinetár Miklós és mások. A beszélgetőtárs és rendező Sipos András volt, az operatőr pedig Bucsek Tibor.

## Művei
- Deszkakolostor. Elbeszélések; Szépirodalmi, Bp., 1959
- A péntek lépcsőin. Kisregény; Magvető, Bp., 1959
- Folyosók (regény, 1966)
- Száraz barokk (elbeszélések, 1967)
- Sirokkó (regény, 1969)
- Az erőd. Regény; Szépirodalmi, Bp., 1971
- Utópia (dráma, 1973)
- Logikai kapuk / Falanszter. Dráma; Szépirodalmi, Bp., 1974
- Vörös rekviem (regény, 1975)
- Vérkeresztség (dráma, 1975)
- Az ég bútorai. Válogatott elbeszélések; Szépirodalmi, Bp., 1976
- Csillagszóró (dráma, 1976)
- Bajcsy-Zsilinszky Endre (dráma, 1977)
- Jézus Krisztus horoszkópja (elbeszélések, 1977)
- A tolmács (dráma, 1977)
- Az elnökasszony; Magvető, Bp., 1978 (Rakéta regénytár)
- Szép magyar tragédia (dráma, 1978)
- Vitam et sanguinem. Magyar rapszódia. Allegro barbaro. Concerto. Hernádi Gyula és Jancsó Miklós filmregénye; Magvető, Bp., 1978
- Elindulnak a karácsonyi mezők; Magvető–Szépirodalmi, Bp., 1978 (30 év)
- Mata Hari (dráma, 1979)
- A hülyeség csontritkulása; Magvető, Bp., 1979
- Borotvált tabló; Magvető, Bp., 1980 (Rakéta regénytár)
- Kiáltás és kiáltás (regény, 1981)
- Hasfelmetsző Jack (regény, 1982)
- Drakula (regény, 1983)
- Frankenstein (regény, 1984)
- Fantomas (regény, 1985)
- A boldogság templomai (regény, 1986)
- Hátamon fekve szaladgálok (elbeszélés, 1987)
- Jancsó Miklós szeretői (regény, 1988)
- A nagy fogamzásgátló. Szövegek reinkarnációja; Szabad Tér, Bp., 1988
- Királyi vadászat (dráma, 1989)
- Lélekvándorlás (1990)
- Isten a konyhában vérzik. Válogatott versek; Pátria Ny., Bp., 1991 (Pátria könyvek)
- A halál halála (1992)
- Hernádi Gyula–Vinkó József: Jóslások könyve; Filmex Média Service, Bp., 1992
- A boldogság boldogsága (1993)
- Egri csillagok háborúja; Méliusz, Debrecen, 1994
- Így isztok ti...; Gömör Tamás fényképei, Hernádi Gyula bökverseivel; GMR Reklámügynökség BT., Bp., 1998
- Bécs, Budapest 2000 / Wien, Budapest 2000; kép Szebeni András, Kalmár János, szöveg Hernádi Gyula, Gerhard Tötschinger; németre ford. Zádor Éva; Well-PRess, Miskolc, 1999 (2 város könyvsorozat)
- Szebeni András: Pécs; szöveg Hernádi Gyula; Alexandra, Pécs, 2001 (Látott dolgok...)
- Szebeni András: Sopron; szöveg Hernádi Gyula; Alexandra, Pécs, 2002 (Látott dolgok...)
- És kiúszom egész a nemlétig... Újragyűjtött versek, 2000–1950; Hanga, Bp., 2003 (Íro.k.)
- Hernádi Gyula; vál., szerk., bev., jegyz. Pósa Zoltán; Alexandra, Pécs, 2005 (Kossuth-díjas írók)

## Filmjei
- Oldás és kötés (dramaturg, 1963)
- Így jöttem (forgatókönyvíró, 1964)
- Szegénylegények (forgatókönyvíró, 1965)
- Csillagosok, katonák (forgatókönyvíró, 1967)
- Csend és kiáltás (forgatókönyvíró, 1967)
- A völgy (író, 1968)
- Fényes szelek (forgatókönyvíró, 1969)
- Téli sirokkó (forgatókönyvíró, 1970)
- Égi bárány (forgatókönyvíró, 1971)
- Technika és rítus (forgatókönyvíró, 1971)
- A pacifista (író, 1971)
- Még kér a nép (forgatókönyvíró, 1972)
- Szerelmem, Elektra (1974)
- Vörös rekviem (forgatókönyvíró, 1975)
- Örökbefogadás (forgatókönyvíró, 1975)
- Kilenc hónap (forgatókönyvíró, 1976)
- Utolsó előtti ítélet (forgatókönyvíró, 1979)
- Az erőd (forgatókönyvíró, 1979)
- Allegro Barbaro (forgatókönyvíró, 1979)
- Magyar rapszódia (forgatókönyvíró, 1979)
- A zsarnok szíve, avagy Boccaccio Magyarországon (forgatókönyvíró, 1981)
- Anna (forgatókönyvíró, 1981)
- Omega, Omega, Omega (forgatókönyvíró, 1982)
- Lélekvándorlás (író, 1983)
- Kiáltás és kiáltás (író, 1987)
- Szörnyek évadja (forgatókönyvíró, 1987)
- Jézus Krisztus horoszkópja (forgatókönyvíró, 1988)
- Nostoi – Visszatérés (író, 1991)
- Isten hátrafelé megy (színész, 1991)
- Kék Duna keringő (1992)
- Kölcsönkapott idő (író, 1993)
- Nekem lámpást adott kezembe az Úr Pesten (színész, író, 1999)
- Anyád! A szúnyogok (forgatókönyvíró, 2000)
- Utolsó vacsora az Arabs Szürkénél (forgatókönyvíró, 2000)
- Kelj fel, komám, ne aludjál! (színész, forgatókönyvíró, 2002)
- A mohácsi vész (forgatókönyvíró, 2004)
- The enfolding (2005)
- Ede megevé ebédem (forgatókönyvíró, 2006)
- Vasárnap (író, 2007)

## Színházi munkái (író)
- Fényes szelek (1971)
- Falanszter (1972)
- Antikrisztus (1973)
- Utópia (1973)
- Vörös zsoltár (1973)
- Vérkeresztség (1975)
- A tolmács (1976)
- Csillagszóró (1976, 1991)
- Királyi vadászat (1976, 1983)
- Bajcsy-Zsilinszky Endre (1977-1978)
- Szép magyar tragédia (1977, 1982)
- Hasfelmetsző Jack (1979, 1992)
- Mata Hari (1979)
- Lélekvándorlás (1979)
- V.N.H.M. (Szörnyek évadja) (1980)
- Drakula (1982)
- Jöjj Délre, cimborám! (1983)
- Hagyaték (1986)
- Dogma (1987)
- Márai (2002)

## Díjai
- József Attila-díj (1976)
- Szép Ernő-jutalom (1996)
- A Magyar Köztársasági Érdemrend középkeresztje (1996)[1]
- alternatív Kossuth-díj (1996)
- Kossuth-díj (1999)